# 유럽 연합 법집행협력청

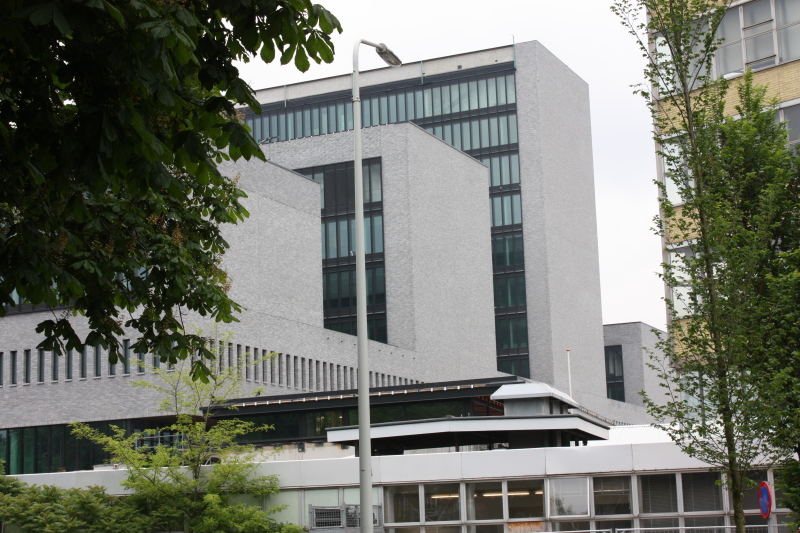
유럽 형사 경찰 기구의 본부

유럽 연합 법집행협력청(European Union Agency for Law Enforcement Cooperation) 또는 유로폴(영어: Europol)은 유럽 연합(EU)의 범죄 대책 기구이다. 1999년 7월 1일부터 실질적으로 활동했다. 본부는 네덜란드의 헤이그에 있다.

## 개요
유로폴의 설립은 1992년의 마스트리흐트 조약에서 합의되었다. 기구는 1994년 1월 3일에 설립되었으며, 당시에는 Europol Drugs Unit(EDU)라고 하는 소규모의 조직이었다. 1998년, 유로폴의 헌장이 전체 가입국에게 비준되고, 실질적으로 활동하게 되었다. EU의 신규 가입국도 차례로 헌장에 비준하고 있다.
또한 본부 스태프는 410명이며, 그 밖에 연락원이 90명 있다.

## 목적
유로폴의 목적은 각 경찰 기관이 서로 정보를 공유해서 중대한 국제 범죄를 대처하는 것이다. 유로폴 자체에는 수사 권한이나 체포 권한등의 큰 권한은 없고, 각 경찰 기관을 지원하는 것이 중심이다. 지원하는 방법으로는, 정보 교환이나 정보 분석, 전문 기술의 제공이나 훈련 지원등이 있다.
각 기관과의 제휴를 강화하기 위해서, 다언어 소통 가능한 기관이 되어 각국의 경찰 기관은 각자의 모국어로 유로폴에 문의를 해서 모국어로 대답을 받을 수 있게 되어 있다.

## 역사
유로폴 설립 이전에도 범죄 정보의 교환 조약은 존재했었다. 유럽의 국제 경찰 조직의 필요성에 대해서는 독일이 열심히 추진하고 있었다. 1991년 12월 유럽 이사회에서 마스트리흐트 조약에 그것을 포함시키는 것이 제안되어 합의되었다. 처음엔 솅겐 정보 시스템(SIS)안에 있었고, 독일이 설립 준비 팀을 발족시키고 있었다.

## 같이 보기
- 국제형사경찰기구(인터폴)
- 유로컨트롤
- 유로저스트